# Jonas Sjöstedt
Jonas Sjöstedt é um político sueco, do Partido da Esquerda.
Nasceu em Gotemburgo, na Suécia, em 1964.
É líder do Partido da Esquerda desde 2012.
É deputado do Parlamento da Suécia - o Riksdagen, desde 2010.